# Тарпея
Тарпея (*Tarpeia, VIII ст. до н. е. ) — легендарна, напівміфічна весталка Стародавнього Риму, відома своєю зрадою на користь сабінян, які потім убили її за жадібність.

## У легендах

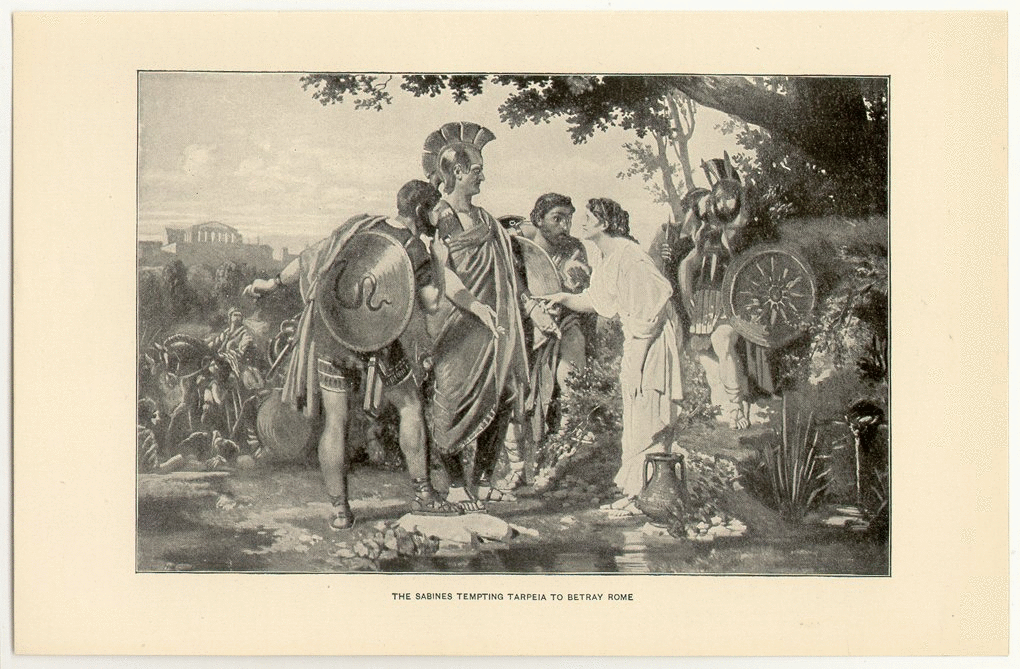
Сабіняни спокушають Тарпею

Тарпея походила з патриціанського роду Тарпеїв. Донька Спурія Тарпея, очільника сторожі Сатурнійського (надалі Капітолійського) пагорбу. Була підкуплена очільником сабінян Тітом Тацієм, відкрила браму фортеці та впустила ворога. За свою послугу вона зажадала від сабінян «те, що вони носять на лівій руці», маючи на увазі коштовний браслет. Тіт дав їй свій браслет, однак Тарпея захотіла браслети всіх сабінянських воїнів. Обурений її жадібністю, Тіт кинув у Тарпею також свій щит, який теж носив на лівій руці. Його слідами пішли  інші воїни, забивши Тарпею щитами на смерть.
Весталку поховали в тій частині пагорба, яка отримала назву Тарпейської скелі. Надалі скеля стала місцем страти злочинців.